# 圖康廷斯犬齒河脂鯉
圖康廷斯犬齒河脂鯉，為輻鰭魚綱脂鯉目脂鯉亞目脂鯉科的其中一個種，為熱帶淡水魚，分布於南美洲托坎廷斯河流域，體長可達21公分，棲息在底中層水域，生活習性不明。